# Alchemilla dasyclada
Alchemilla dasyclada är en rosväxtart som beskrevs av Sergei Vasilievich Juzepczuk. Alchemilla dasyclada ingår i släktet daggkåpor, och familjen rosväxter. Inga underarter finns listade i Catalogue of Life.